# Thadeus von Sievers
Thadeus Vasilijevitsj von Sievers (Russisch: Фаддей Васильевич Сиверс) (18 oktober 1853 - april 1915) was een Russisch generaal uit de familie Sievers. Hij was generaal van het Russische leger tijdens de Eerste Wereldoorlog bij de Tweede Slag bij de Mazurische Meren.